# War Babies (Simple Minds)
War Babies è un singolo del gruppo musicale britannico Simple Minds, il secondo estratto dall'album Néapolis nel 1998.

## Classifiche
| Classifica (1998) | Posizione massima |
| ----------------- | ----------------- |
| Regno Unito       | 43                |